# Constantin Dumitrescu
Constantin Dumitrescu, född 14 mars 1931 i Bukarest, är en rumänsk före detta boxare.
Dumitrescu blev olympisk bronsmedaljör i lätt weltervikt i boxning vid sommarspelen 1956 i Melbourne.